# Banasa

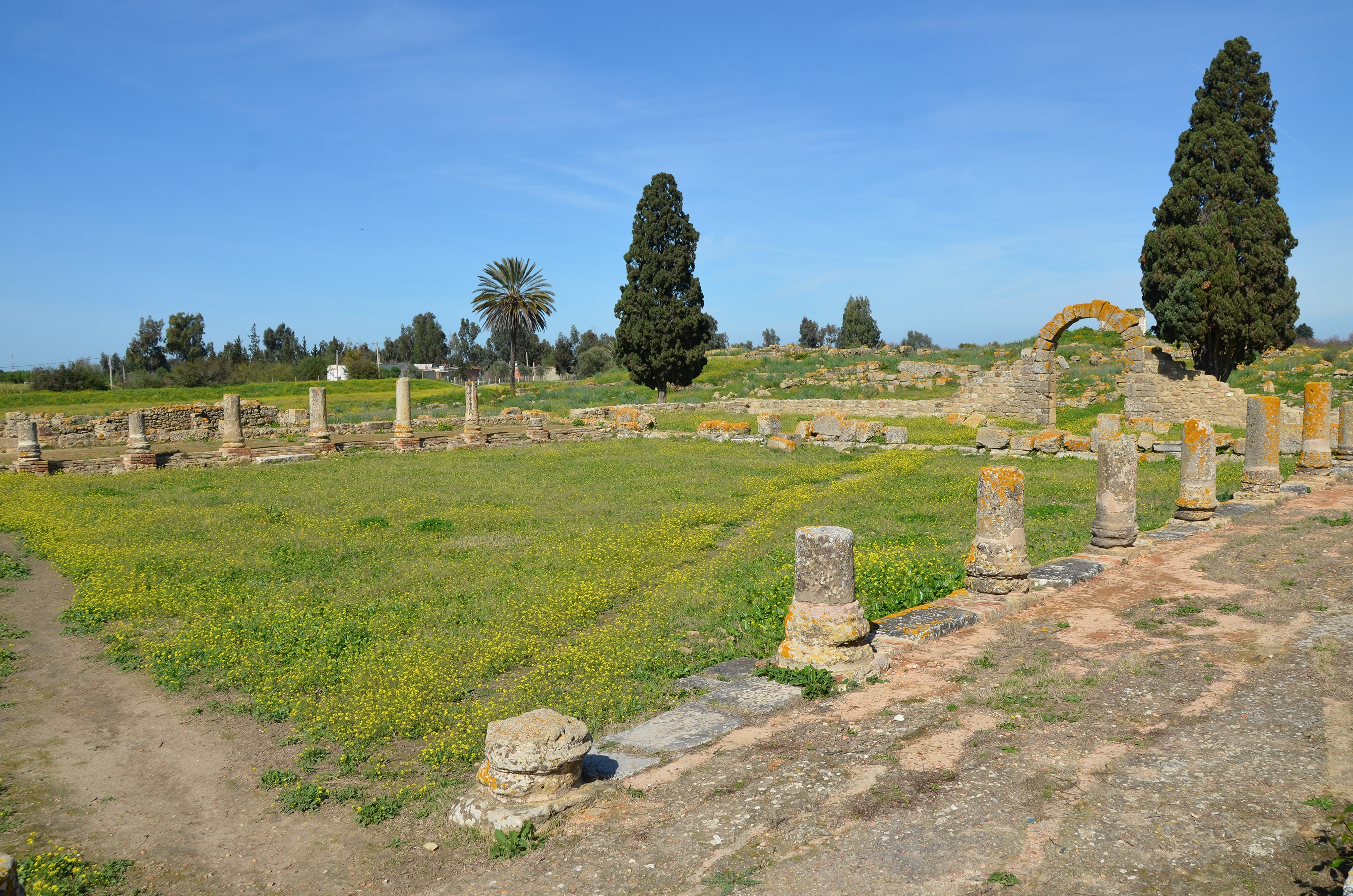
Ruinen von Iulia Valentia Banasa

Iulia Valentia Banasa (am Atlantik)

Die Colonia Iulia Valentia Banasa war eine der drei römischen Kolonien in der nordafrikanischen Provinz Mauretania Tingitana, die Kaiser Augustus zwischen 33 und 25 v. Chr. zur Ansiedlung von Veteranen der Schlacht bei Actium gründete.

## Lage
Die Kolonie lag auf dem Südufer des Flusses Sebou. In der Nähe der Ruinen liegt heute der kleine Ort Sidi Ali Boujenoun. Die bedeutende Römerstadt Volubilis lag ca. 100 km in südöstlicher Richtung entfernt.

## Geschichte
Obwohl Mauretanien ein Klientelkönigreich und keine römische Provinz war, gründete Augustus dort mindestens zwölf römische Kolonien. Vergleichbare römische Städte, die in dieser Zeit gegründet wurden, waren Chellah (Sala Colonia), Volubilis und vermutlich Babba Iulia Campestris. Der Beiname Valentia bedeutet im Lateinischen so viel wie „kräftig“, „stark“ oder „von Wert“; man findet ihn auch bei anderen römischen Kolonien wie Valence und Valencia. Der Beiname Iulia verweist auf das Patriziergeschlecht der Julier, dem auch Caesar angehörte.
Mit Beginn der Herrschaft des Kaisers Mark Aurel (reg. 161–180) erhielt Banasa den Namen Colonia Aurelia. Ab dem Jahr 285 wurde die Provinz Mauretania Tingitana verkleinert und umfasste nur noch Gebiete nördlich von Lixus. In der Folge wurde auch die Kolonie Banasa aufgegeben.

## Anlage
Unter den Ruinen von Banasa findet man die typischen Elemente einer römischen Stadt: ein Forum mit einer Basilika, ein Capitolium, Bäder und Straßen, die an kleinen Stadttoren enden und nach einem regelmäßigen Muster angelegt sind. Ein Triumphbogen zu Ehren des Kaisers fehlt. Viele der Gebäude stammen aus dem frühen dritten nachchristlichen Jahrhundert.

## Sonstiges
Einige der Funde aus Banasa sind im archäologischen Museum von Rabat zu besichtigen.